# الاتحاد الوطني الإفريقي السوداني
الاتحاد الوطني الأفريقي السوداني ويُعرفُ اختصارًا بـ SANU، هو حزب سياسي تشكلَ عام 1963 على يدِ ساتورنينو أوهير وويليام دينغ في أوغندا. شاركَ الحزب في أواخر 1960s في الانتخابات في السودان حيثُ سعى إلى استقلال جنوب السودان في الهيكل الاتحادي. خلال تلك الفترة وبسببِ أنشطته المثيرة للجدل تمّ نفي كل أعضاء الحزب لكنّه عاد للمشاركة في الانتخابات التشريعية في جنوب السودان عام 2008.

## البداية
بعد أن استولى الجيش على السلطة في عام 1958؛ فَرّ ويليام دينغ إلى المنفى كما فعل البعض من الساسة الجنوبيين بما في ذلك ساتورنينو أوهير، جوزيف أوديهو وألكسيس باكومبا. انتقلَ ساتورنينو أوهيرو ويوسف من أوغندا إلى كينشاسا في زائير حيث انضم إليهم ويليام دينغ وأسّسَ الاتحاد الوطني الأفريقي السوداني تزامنًا مع إغلاق الاتحاد الوطني السابق (SACDNU) في عام 1962. انتقل المنفيون إلى كمبالا في أوغندا بحلول عام 1963 وهناك قرروا تغيير اسم الاتحاد إلى ما هو عليه اليوم. يُعدّ جوزيف أدوهو أول رئيس للاتحاد في الفترة الممتدة من 1962 حتّى. كان يهدفُ الاسم الجديد إلى إظهار التضامن مع الحركات القومية في قارة أفريقيا في تلك الفترة.

## الحزب في المنفى
عندما استوطنَ المنفيون مدينة كمبالا؛ استجمعَ سانو (اختصار الاتحاد) قواته وضمّ في صفوفه أزيد من 60.000 شخص من اللاجئين الذين فروا إلى مخيمات زائير وأوغندا. بالرغم من ذلك كان الاتحاد غير قادرٍ على تأسيس وجود سياسي له في السودان. لم يتمكن قادة الاتحاد من تنظيم أنفسهم وذلك بسبب حرب العصابات الفضفاضة التي دخلت فيها قوات الحزب مع حركة Anyanya التي بدأت السيطرة على الإقليم الاستوائي في عام 1963 كما قامت باتخاد عددٍ من الإجراءات لعزلِ باقي السياسيين في كمبالا.

## محاولة تأسيس الديمقراطية
قرّر ويليام دينغ في شباط/فبراير 1965 الانقسام؛ هذا الأمر أثر على سانو مما تسبب في انقسام آخر في صفوف الاتحاد وفي صفوف قواته. تم تسجيل سانو رسميًا كحزب سياسي في السودان في اجتماع حاشد في أم درمان في 11 نيسان/أبريل 1965 وقد حضر الاجتماع حينها حوالي 2000 شخص من الجنوبيين. زادت أزمات الاتحاد بعدما دخلت الجبهة الجنوبية على الخط وهي منظمة جماهيرية يقودها ستانيسلاوس بييسام. حاول هذا الأخير الفوز في الانتخابات البرلمانية التي عُقدت في نيسان/أبريل 1965. لكن وبالرغم من ذلك فسانو كانت قوة فعالة في السياسة السودانية للسنوات الأربع المقبلة وواصلت الدعوة إلى الحكم الذاتي في الجنوب. في انتخابات عام 1968؛ فازَ ويليام دينغ بأغلبية ساحقة ولكنه اغتيل قبلَ الإعلان عن النتائج.

## قضايا أخرى
خلالَ بقاء الحزب في المنفى؛ لم يقبل قادته بالنهج المعتدل فشكلوا جبهة تحرير أزانيا في كمبالا بأوغندا. شغل يوسف أدوهو بين عامي 1965 و1967 منصب رئيس جبهة تحرير أزانيا. بحلول عام 1971 اندلع صراع في المنفى داخل الحزب وذلك بسبب الخلاف مع جوزيف لاقو قائد الأنيانيا الذي كان يرغبُ في إخضاع الجناح السياسي لحركة الجناح العسكري. التزمّ أدوهو بوحدة جنوب السودان في حين أنّ لاقو كانَ يرغبُ في الانسحاب إلى أصغر المناطق الاستوائية في المنطقة.
في الوقت ذاته شغلَ دنغ نهيال وزير الجيش الشعبي لتحرير السودان في جنوب السودان. دعا الحزب في وقت لاحق إلى تقرير المصير والاستقلال في الجنوب. الرئيس الحالي للحزب هو الدكتور توبي ماديوت.